# Reds (zespół muzyczny)
Reds – polski zespół rockowy.

## Historia
Zespół powstał w 1988, założycielami byli Rafał Olbrychski (śpiew i gitara), Robert Ochnio (gitara, także Tubylcy Betonu) i Piotr Kokosiński (gitara basowa). W 1989 muzycy wystąpili na festiwalu w Jarocinie, na "Odjazdach" w Katowicach i zarejestrował przy pomocy automatu perkusyjnego anglojęzyczny album "Changing Colours", wydany w 1990. 
Muzyka inspirowana była twórczością The Cure, The Smiths i U2. Do zespołu dołączył perkusista Mariusz "Majonez" Majewski. Jeszcze w 1990 Reds rozpadli się. Olbrychski reaktywował zespół w 1991 w zupełnie nowym składzie, z byłymi muzykami Holloee Poloy: gitarzystą Pawłem Derentowiczem, gitarzystą basowym Piotrem Siegielem, klawiszowcem Romualdem Kunikowskim, a także niemiecką wokalistką Heike Meering i basistą Martinem Wernerem. 
Reds odbyli minitrasę po Niemczech i zagrali kilka koncertów w Polsce, kończąc działalność w 1992. W 1998 zespół powrócił ponownie w składzie: Olbrychski, Ochnio, Kokosiński, Marcin Kalisz (perkusja), publikując w tym samym roku album "Berlin".

## Dyskografia
- 1990 – Changing Colours
- 1998 – Berlin